# Phare de Preguiça
Le phare de Preguiça ou phare de Porto Velho est un phare situé près de la rive de la Baía de São Jorge (en) à Preguiça sur l'île de São Nicolau l'une des îles de Barlavento, au Cap-Vert.
Ce phare géré par la Direction de la Marine et des Ports (Direcção Geral de Marinha e Portos ou DGMP) .

## Histoire
Le phare a été construit en 1890 comme phare d'atterrissage du port de Preguiça.

## Description
Le phare est une tourelle carrée blanche avec une lanterne, de 7 m de haut. Il émet, à une hauteur focale de 25 m, trois éclats rouges (2+1) toutes les 15 secondes. Sa portée est de 5 milles nautiques (environ 9 km), sur la zone ouest de la baie. Son feu est alimenté à l'énergie solaire
Identifiant : ARLHS : CAP-015 ; PT-2054 - Amirauté : D2936 - NGA : 113-24136 .

### Lien connexe
- Liste des phares au Cap-Vert